# Wetterkarte

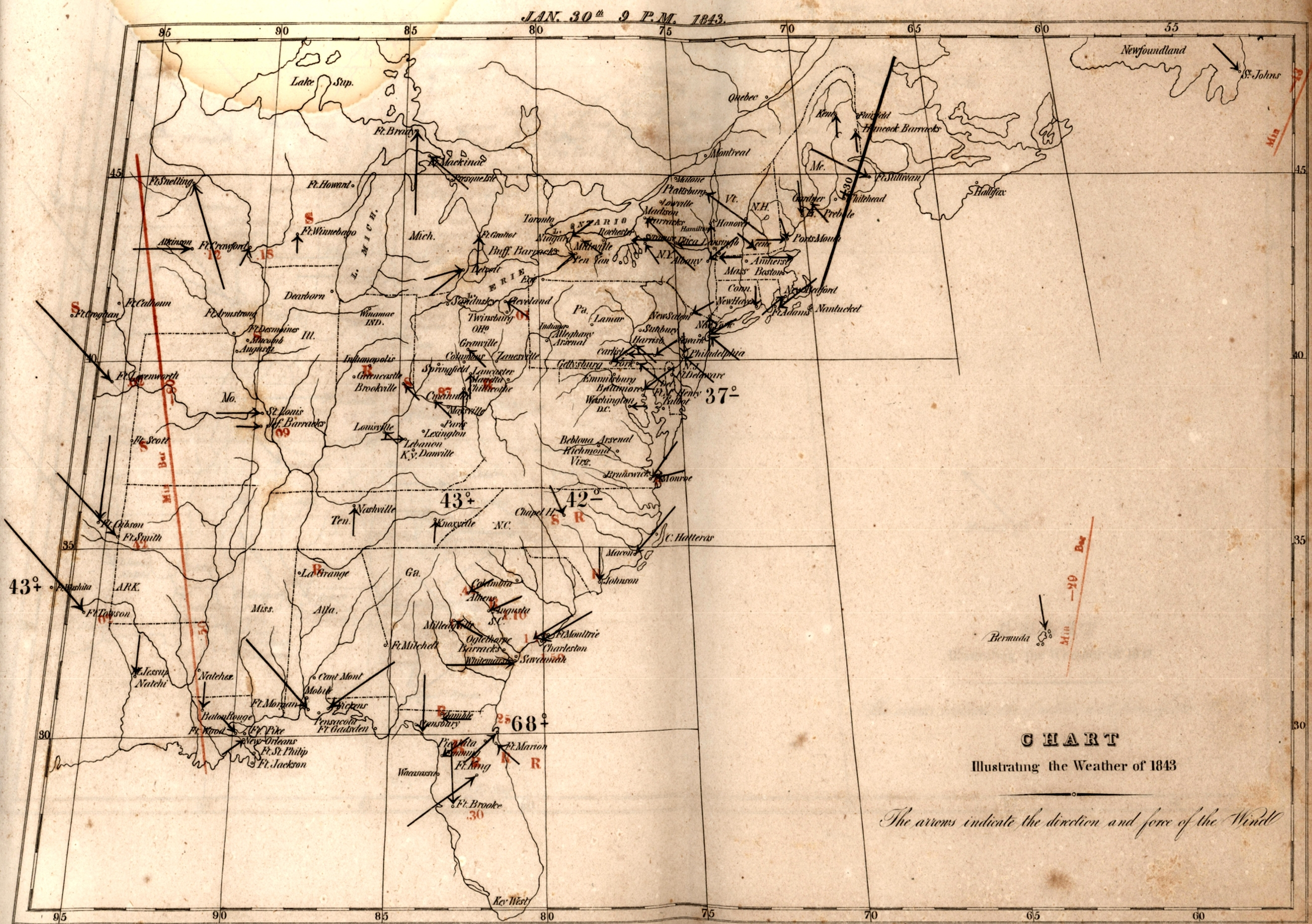
Wetterkarte des Südostens der Vereinigten Staaten am 9. Oktober 1843 von James Pollard Espy.

Eine Wetterkarte im allgemeinen Sinn ist eine Landkarte, die die Wetterverhältnisse über ein geografisches Gebiet zu einem bestimmten Zeitpunkt visuell erfassbar macht. Der Zeitpunkt kann aktuell sein, in der Vergangenheit liegen oder zukünftig sein (Wetterprognose).
Aus meteorologischer Sicht versteht man darunter besonders den Momentzustand der Luftdruckverhältnisse über einem größeren Gebiet.
Eine solche Wetterkarte gibt Aufschluss über die Windgeschwindigkeit und Windrichtung oder lässt mögliche Wettergefahren frühzeitig erkennen. Sie ermöglicht außerdem eine Vorhersage des kommenden Wetters. Sie kann auch im Alltag sinnvoll verwendet werden.

## Geschichte
In der Wissenschaft der Kartengeschichte gilt die die 1686 von Edmond Halley entworfene Windkarte als älteste und gleichzeitig einer Wetterkarte am nächsten kommende Kartendarstellung. Alexander von Humboldt verwendete 1817 in seiner Arbeit „Sur les lignes isothermes“ Isolinien zur Darstellung klimatischer Verbreitungen. Diese Darstellung geht ebenfalls auf Edmond Halley und seine Isogonendarstellung von 1701 zurück. Dies kann als Grundlage für den Gebrauchs der Isolinie in der modernen Wissenschaft betrachtet werden.
James Pollard Espy erstellte für die US Army im Jahr 1843 die erste Serie von Wetterkarten der Vereinigten Staaten. Als Erfinder der Karte mit Wettervorhersage gilt der französische Wissenschaftler Urbain Le Verrier, der erstmals für den 19. Februar 1855 eine solche für Frankreich erstellte.
In seiner 1826 an der Universität Leipzig eingereichten Dissertation veröffentlichte Heinrich Wilhelm Brandes die ersten Wetterkarten. Diese beruhte aber noch auf jahrealten Messdaten. Doch im Laufe des 19. Jahrhunderts wuchs die Bedeutung genauer Wettervorhersagen für Personen- und Frachtschifffahrt sowie Bau- und Landwirtschaft. 1875 wurde deswegen die Deutsche Seewarte mit Zentrale in Hamburg gegründet, die alsbald Wetterbeobachtungsstellen einrichtete, von denen die Messwerte regelmäßig in die Zentrale übermittelt wurden. Bis zur Wende zum 20. Jahrhundert entwickelte sich daraus ein vollwertiger Wetternachrichtendienst. Dieser wurde vom Deutschen Reich betrieben und war der Admiralität der Kaiserlichen Marine unterstellt.
Täglich wurden von 27 deutschen und 18 ausländischen Beobachtungsstellen bis 9 Uhr morgens die Wetterdaten übermittelt, anhand derer die Meteorologen bis 12 Uhr eine Wetterkarte nebst Wetterprognose erstellten. Bis 13 Uhr wurde dann dem Telegraphenamt in Hamburg das Wetter-Telegramm. Empfänger waren die großen Tageszeitung, meteorologische Institute und Privatgelehrte, und schon bald nach der Jahrhundertwende auch Landwirte, Bauunternehmer und andere Interessierte Unternehmer. Ab 1908 wurde dieses Telegramm in Schaukästen allen Postkunden zugänglich gemacht.

## Bodenwetterkarten

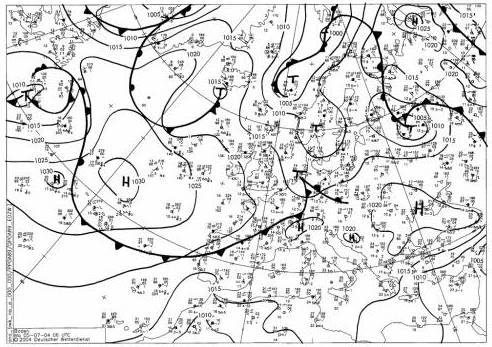
Eine Wetterkarte (Bodenwetterkarte) für Europa und den Nordatlantik mit Stationsdaten

### Entstehung einer Wetterkarte
Die traditionelle und allgemein bekanntere Form der Wetterkarte ist die Bodenwetterkarte, bisweilen auch kurz Bodenkarte genannt. Damit eine solche Karte erstellt werden kann, müssen zunächst die Luftdruckmesswerte aller Wetterwarten, das heißt aller am Boden befindlichen Messstationen, im Einzugsbereich der Karte vorliegen. Die Daten werden entsprechend der geographischen Position der jeweiligen Wetterwarte in die noch leere Karte eingetragen.
Im nächsten Schritt werden auf der Karte der höchste und der niedrigste Luftdruckwert gesucht und mit einem H für Hochdruckgebiet bzw. mit einem T für Tiefdruckgebiet (international auch L für engl. Low) markiert. Anschließend werden um Hoch- und Tiefdruckzentrum die Isobaren, das heißt die Linien, entlang derer zum Messzeitpunkt jeweils der gleiche Luftdruck geherrscht hat, eingezeichnet. Die Isobaren weisen, wie andere Isolinien auch, jeweils diskrete Werte auf. Auf deutschen Wetterkarten sind das in der Regel Werte, die glatt durch fünf teilbar sind. Die realen Messwerte der Wetterwarten sind hingegen innerhalb eines Kontinuums verteilt. Daher liegen viele Messstationen nicht genau auf einer Isobare: Wenn an Wetterwarte A ein Luftdruck von 1002 Hektopascal (hPa) gemessen wurde und an Wetterwarte B ein Wert von 1008 hPa, dann verläuft die Isobare für 1005 hPa ungefähr in der Mitte zwischen A und B.

#### Einfache Wetterkartenmerkmale im Überblick
Neben den Isobaren befinden sich auf einer Wetterkarte noch weitere Details, hier die wichtigsten:
| Symbol | Beschreibung |
| ------ | --- |
|        | Warmfronten werden mit einer Linie aus roten Halbkreisen eingezeichnet. Sie können länger anhaltenden Landregen bedeuten und führen dabei zu einer Zunahme der Bewölkung sowie einem langsamen Temperaturanstieg.                                                   |
|        | Kaltfronten werden mit einer Linie aus blauen Dreiecken eingezeichnet. Das Wetter bleibt bei einem Durchzug einer Kaltfront unbeständig und es treten häufig Schauer und Gewitter auf. Die Lufttemperatur sinkt dabei.                                              |
|        | Okklusionen werden als violetter Halbkreis neben einem Dreieck eingezeichnet. Sie entsteht, wenn die schnellere Kaltfront die langsamere Warmfront erreicht und sie sich mit ihr verbindet. Das Wetter bleibt innerhalb einer Okklusion unbeständig und regnerisch. |
|        | stationäre Fronten werden mit Linie aus abwechselnd blauen Dreiecken und roten Halbkreisen eingezeichnet. |
|        | Keile der relativen Topografie werden mit einer orangen Linie mit wechselseitigen Strichen eingezeichnet. |
|        | Troglinien werden mit einer blauen gestrichelten Linie eingezeichnet |
|        | Konvergenzen werden mit einer blauen Linie mit wechselseitigen Strichen eingezeichnet |

| Art             | Buchstabe     | Buchstabe                     | Buchstabe                                      | Buchstabe          |
| --------------- | ------------- | ----------------------------- | ---------------------------------------------- | ------------------ |
| Hochdruckgebiet | deutsch: Hoch | englisch: High                | französisch: Anticyclone (alt: haute pression) | russisch: Werchnij |
| Tiefdruckgebiet | deutsch: Tief | englisch: Low, Cyclone        | französisch: Dépression (alt: basse pression)  | russisch: Nischnij |
| Höhentiefkern   | deutsch: HTK  | englisch: Low Pressure Center | französisch:                                   | russisch:          |

| Art    | Darstellung                                       |
| ------ | ------------------------------------------------- |
| Regen  | Fläche hellgrün schraffiert oder gepunktet.       |
| Schnee | Fläche dunkelgrün schraffiert oder mit Sternchen. |
| Nebel  | Fläche gelb schraffiert oder gestrichelt.         |

### Genauere Wetterkarten und Wetterkartensymbole

Anordnung der Wetterdaten

Genauere Wetterkarten besitzen noch weitere Informationen zum aktuellen Wettergeschehen. Sie beinhalten Daten über Temperatur, Windstärke, Windrichtung, Luftdruckveränderung, Niederschlag, Wolkenart, Bewölkung, Wolkenuntergrenze, Taupunkt (Luftfeuchtigkeit) und das gegenwärtige Wetter.
Dazu werden diese Daten in einem besonderen Muster in die Wetterkarte mit eingefügt. Die Position der Daten auf der Wetterkarte markiert die geographische Position der Wetterwarte. Nur die wichtigsten Stationen werden mit ihren Daten eingefügt. Ansonsten wäre die Karte viel zu überladen mit Wetterdaten und keine Details mehr erkennbar.
Im Gegensatz zum rechts abgebildeten Schema steht unter der Zahl für die Lufttemperatur noch der Code für die Sichtweite .

#### Windgeschwindigkeit, Bewölkung und Luftdrucktendenz
| Bewölkung | Bewölkung | Bewölkung              |
| Symbol    | Code      | Beschreibung           |
| --------- | --------- | ---------------------- |
|           | 0/8       | Wolkenlos              |
|           | 1/8       | Sonnig                 |
|           | 2/8       | Heiter                 |
|           | 3/8       | Leicht bewölkt         |
|           | 4/8       | Wolkig                 |
|           | 5/8       | Bewölkt                |
|           | 6/8       | Stark bewölkt          |
|           | 7/8       | Fast bedeckt           |
|           | 8/8       | Bedeckt                |
|           | 9/8       | Himmel nicht erkennbar |

| Luftdrucktendenz (3 Std.) | Luftdrucktendenz (3 Std.)          |
| Symbol                    | Beschreibung                       |
| ------------------------- | ---------------------------------- |
|                           | Steigend                           |
|                           | Steigend, dann fallend             |
|                           | Steigend, dann stabil              |
|                           | Steigend oder stabil, dann fallend |
|                           | Fallend oder stabil, dann steigend |
|                           | Stabil                             |
|                           | Fallend                            |
|                           | Fallend, dann steigend             |
|                           | Fallend, dann stabil               |

| Windgeschwindigkeit                                       | Windgeschwindigkeit |
| Symbol                                                    | Knoten, km/h        |
| --------------------------------------------------------- | ------------------- |
|                                                           | 0 kn, 0 km/h        |
|                                                           | 5 kn, 9 km/h        |
|                                                           | 10 kn, 19 km/h      |
|                                                           | 15 kn, 28 km/h      |
|                                                           | 20 kn, 37 km/h      |
|                                                           | 25 kn, 46 km/h      |
|                                                           | 30 kn, 56 km/h      |
|                                                           | 35 kn, 65 km/h      |
|                                                           | 40 kn, 74 km/h      |
|                                                           | 45 kn, 83 km/h      |
|                                                           | 50 kn, 93 km/h      |
|                                                           | 55 kn, 102 km/h     |
|                                                           | 60 kn, 111 km/h     |
|                                                           | 65 kn, 120 km/h     |
|                                                           | 70 kn, 130 km/h     |
|                                                           | 75 kn, 139 km/h     |
|                                                           | 80 kn, 148 km/h     |
|                                                           | 85 kn, 157 km/h     |
|                                                           | 90 kn, 167 km/h     |
|                                                           | 95 kn, 176 km/h     |
|                                                           | 100 kn, 185 km/h    |
|                                                           | 105 kn, 194 km/h    |
| Windrichtung obiger Symbole: {\displaystyle \rightarrow } |                     |

#### Wetter
| Symbol | Nummer | Beschreibung |
| ------ | ------ | --- |
|        | 00     | Wolkenentwicklung der letzten Stunde nicht beobachtet oder nicht beobachtbar |
|        | 01     | Wolkenauflösung oder -rückentwicklung während der letzten Stunde |
|        | 02     | Gleich bleibende Bewölkung während der letzten Stunde |
|        | 03     | Zunehmende Bewölkung während der letzten Stunde |
|        | 04     | Verminderung der Sichtweite durch Rauch |
|        | 05     | Trockener Dunst |
|        | 06     | Staubdunst (Staubteilchen teilweise erkennbar) |
|        | 07     | Staub- oder Sandfegen bzw. -treiben, jedoch keine gut entwickelten Staubteufel und kein Sandsturm |
|        | 08     | Kleintromben (Staubteufel) in der letzten Stunde oder aktuell beobachtbar, jedoch kein Sandsturm |
|        | 09     | Staub- oder Sandsturm zum Beobachtungszeitpunkt in Sichtweite oder während der letzten Stunde an der Wetterstation |
|        | 10     | Feuchter Dunst |
|        | 11     | Flacher Nebel mit weniger als zwei Metern Höhenausdehnung in einzelnen Schwaden oder Bänken an der Wetterstation |
|        | 12     | Zusammenhängende, flache Nebelschicht mit weniger als zwei Metern Höhenausdehnung an der Wetterstation |
|        | 13     | Wetterleuchten, aber kein Donner hörbar |
|        | 14     | Virga (Fallstreifen) in Sichtweite |
|        | 15     | Niederschlag bzw. Praecipitatio in Sichtweite, jedoch weiter als 5 km entfernt |
|        | 16     | Niederschlag bzw. Praecipitatio in Sichtweite, dabei weniger als 5 km entfernt aber nicht direkt an der Wetterstation |
|        | 17     | Gewitter oder Ferngewitter an der Station bei hörbarem Donner, aber kein Niederschlag |
|        | 18     | Böenkragen in der letzten Stunde sichtbar oder markante Bö an der Station |
|        | 19     | Trichterwolken oder Tornados während der letzten Stunde an oder in der Nähe der Wetterstation |
|        | 20     | Schneegriesel oder Sprühregen (nicht gefrierend und nicht als Schauer) hat in der letzten Stunde aufgehört |
|        | 21     | Regen (nicht gefrierend und nicht als Schauer) hat in der letzten Stunde aufgehört |
|        | 22     | Schneefall (nicht als Schauer) hat in der letzten Stunde aufgehört |
|        | 23     | Schneeregen oder Fall von Eiskörnern (nicht als Schauer) hat in der letzten Stunde aufgehört |
|        | 24     | Gefrierender Regen oder Sprühregen hat in der letzten Stunde aufgehört |
|        | 25     | Regenschauer hat in der letzten Stunde aufgehört |
|        | 26     | Schnee- oder Schneeregenschauer hat in der letzten Stunde aufgehört |
|        | 27     | Hagel- oder Graupelschauer hat in der letzten Stunde aufgehört |
|        | 28     | Nebel hat sich in der letzten Stunde aufgelöst |
|        | 29     | Gewitter hat in der letzten Stunde aufgehört |
|        | 30     | Leichter oder mäßiger Sand- bzw. Staubsturm, während der letzten Stunde schwächer geworden |
|        | 31     | Leichter oder mäßiger Sand- bzw. Staubsturm, während der letzten Stunde unverändert |
|        | 32     | Leichter oder mäßiger Sand- bzw. Staubsturm, während der letzten Stunde stärker geworden |
|        | 33     | Starker Sand- bzw. Staubsturm, während der letzten Stunde schwächer geworden |
|        | 34     | Starker oder mäßiger Sand- bzw. Staubsturm, während der letzten Stunde unverändert |
|        | 35     | Starker oder mäßiger Sand- bzw. Staubsturm, während der letzten Stunde stärker geworden |
|        | 36     | Leichtes oder mäßiges Schneefegen (unter Augenhöhe) |
|        | 37     | Starkes Schneefegen (unter Augenhöhe) |
|        | 38     | Leichtes oder mäßiges Schneetreiben (über Augenhöhe) |
|        | 39     | Starkes Schneetreiben (über Augenhöhe) |
|        | 40     | Nebel oder Eisnebel in einiger Entfernung, hat den Beobachter aber in der letzten Stunde nicht erreicht. Die Sichtweite liegt über einem Kilometer und der Nebel selbst erstreckt sich vertikal bis über die Höhe des Beobachters. |
|        | 41     | Nebel oder Eisnebel in Schwaden, daher stark schwankende Sichtweiten. |
|        | 42     | Himmel trotz Nebel oder Eisnebel sichtbar, wobei dieser in der letzten Stunde dünner wurde. |
|        | 43     | Himmel von Nebel oder Eisnebel verdeckt, wobei dieser in der letzten Stunde dünner wurde. |
|        | 44     | Himmel trotz Nebel oder Eisnebel sichtbar, wobei sich in der letzten Stunde keine Änderungen zeigten. |
|        | 45     | Himmel von Nebel oder Eisnebel verdeckt, wobei sich in der letzten Stunde keine Änderungen zeigten. |
|        | 46     | Himmel trotz Nebel oder Eisnebel sichtbar, wobei dieser in der letzten Stunde dichter wurde. |
|        | 47     | Himmel von Nebel oder Eisnebel verdeckt, wobei dieser in der letzten Stunde dichter wurde. |
|        | 48     | Nebel oder Eisnebel mit Reif- oder Klareisbildung bei sichtbarem Himmel |
|        | 49     | Nebel oder Eisnebel mit Reif- oder Klareisbildung bei bedecktem Himmel |
|        | 50     | Leichter, nicht gefrierender Sprühregen mit Unterbrechungen |
|        | 51     | Leichter, nicht gefrierender Sprühregen ohne Unterbrechungen |
|        | 52     | Mäßiger, nicht gefrierender Sprühregen mit Unterbrechungen |
|        | 53     | Mäßiger, nicht gefrierender Sprühregen ohne Unterbrechungen |
|        | 54     | Starker, nicht gefrierender Sprühregen mit Unterbrechungen |
|        | 55     | Starker, nicht gefrierender Sprühregen ohne Unterbrechungen |
|        | 56     | Leichter gefrierender Sprühregen |
|        | 57     | Mäßiger oder starker gefrierender Sprühregen |
|        | 58     | Leichter Regen mit Sprühregen vermischt |
|        | 59     | Mäßiger oder starker Regen mit Sprühregen vermischt |
|        | 60     | Leichter, nicht gefrierender Regen mit Unterbrechungen |
|        | 61     | Leichter, nicht gefrierender Regen ohne Unterbrechungen |
|        | 62     | Mäßiger, nicht gefrierender Regen mit Unterbrechungen |
|        | 63     | Mäßiger, nicht gefrierender Regen ohne Unterbrechungen |
|        | 64     | Starker, nicht gefrierender Regen mit Unterbrechungen |
|        | 65     | Starker, nicht gefrierender Regen ohne Unterbrechungen |
|        | 66     | Leichter gefrierender Regen |
|        | 67     | Mäßiger oder starker gefrierender Regen |
|        | 68     | Leichter Regen bzw. Sprühregen mit Schneeanteilen vermischt |
|        | 69     | Mäßiger oder starker Regen bzw. Sprühregen mit Schneeanteilen vermischt |
|        | 70     | Leichter Schneefall mit Unterbrechungen |
|        | 71     | Leichter Schneefall ohne Unterbrechungen |
|        | 72     | Mäßiger Schneefall mit Unterbrechungen |
|        | 73     | Mäßiger Schneefall ohne Unterbrechungen |
|        | 74     | Starker Schneefall mit Unterbrechungen |
|        | 75     | Starker Schneefall ohne Unterbrechungen |
|        | 76     | Eisnadeln, mit oder ohne Nebel |
|        | 77     | Schneegriesel, mit oder ohne Nebel |
|        | 78     | Einzelne Schneeflocken, mit oder ohne Nebel |
|        | 79     | Eiskörner |
|        | 80     | Leichter Regenschauer |
|        | 81     | Mäßiger oder starker Regenschauer |
|        | 82     | Sehr starker Regenschauer |
|        | 83     | Leichter Schneeregenschauer |
|        | 84     | Mäßiger oder starker Schneeregenschauer |
|        | 85     | Leichter Schneeschauer |
|        | 86     | Mäßiger oder starker Schneeschauer |
|        | 87     | Leichter Graupelschauer, mit oder ohne Regen bzw. Schneeregen |
|        | 88     | Mäßiger oder starker Graupelschauer mit oder ohne Regen bzw. Schneeregen |
|        | 89     | Leichter Hagelschauer mit oder ohne Regen bzw. Schneeregen, jedoch ohne Donner |
|        | 90     | Mäßiger oder starker Hagelschauer mit oder ohne Regen bzw. Schneeregen, jedoch ohne Donner |
|        | 91     | Gewitter während der letzten Stunde, jetzt aber nur noch leichter Regen zum Beobachtungszeitpunkt |
|        | 92     | Gewitter während der letzten Stunde, jetzt aber nur noch mäßiger oder starker Regen zum Beobachtungszeitpunkt |
|        | 93     | Gewitter während der letzten Stunde, jetzt aber nur noch leichter Niederschlag als Schneefall, Schneeregen oder Hagel zum Beobachtungszeitpunkt                                                                                    |
|        | 94     | Gewitter während der letzten Stunde, jetzt aber nur noch mäßiger oder starker Niederschlag als Schneefall, Schneeregen oder Hagel zum Beobachtungszeitpunkt                                                                        |
|        | 95     | Leichtes oder mäßiges Gewitter ohne Hagel aber mit Regen, Schneefall oder Schneeregen zum Beobachtungszeitpunkt |
|        | 96     | Leichtes oder mäßiges Gewitter mit Graupel oder Hagel zum Beobachtungszeitpunkt |
|        | 97     | Starkes Gewitter ohne Hagel aber mit Regen oder Schneefall zum Beobachtungszeitpunkt |
|        | 98     | Gewitter mit Staub- oder Sandsturm zum Beobachtungszeitpunkt |
|        | 99     | Starkes Gewitter mit Graupel oder Hagel zum Beobachtungszeitpunkt |

### Wind und Druckfeld
Der Wind ist die Luftbewegung und damit ein Massenstrom. Er resultiert aus dem Ungleichgewicht zweier Luftmassen von unterschiedlichem Druck und Temperatur.
Die Gradientkraft steuert die Luftströmungen vom hohen Druck zum tiefen Druck. Ihre Richtung unterliegt aufgrund der Corioliskraft einer Abweichung in Bewegungsrichtung nach rechts auf der Nordhalbkugel und nach links auf der Südhalbkugel. Die geostrophischen Winde verlaufen annähernd isobarenparallel, der Bodenwind (10 m Wind) allerdings aufgrund der Bodenreibung davon abweichend um 25 bis 40 Grad in Richtung zum Tief hin. Dadurch kann auch die ungefähre Windrichtung ermittelt werden.
Die Windgeschwindigkeit ist abhängig von den Abständen der Isobaren. Liegen die Isobaren sehr eng aneinander, so kann ein Sturm oder sogar Orkan auftreten. Man spricht von einer Konvergenz, wenn die Linien eng zueinander laufen. Liegen die Isobaren stark auseinander, so wie es bei manchen Hochdruckwetterlagen vorkommt, dann bleibt es schwachwindig oder gar windstill. Hier spricht man von einer Divergenz.
Die folgende Tabelle gibt einen ungefähren Aufschluss über die Windgeschwindigkeiten in Abhängigkeit vom Abstand der Isobaren, jedoch besteht hier eine maßgebliche Abhängigkeit von der geographischen Breite:
| Abstand der 5-hPa-Isobaren | Windstärke                      |
| -------------------------- | ------------------------------- |
| 600 km                     | Leichte Brise (Beaufortskala 2) |
| 500 km                     | Mäßige Brise (Beaufortskala 4)  |
| 400 km                     | Frische Brise (Beaufortskala 5) |
| 300 km                     | Starker Wind (Beaufortskala 6)  |
| 200 km                     | Steifer Wind (Beaufortskala 7)  |
| 100 km                     | Sturm (Beaufortskala 9)         |

## Höhenwetterkarten
In allen vorhergehenden Abschnitten ging es um Bodenwetterkarten, welchen der Luftdruck aus Messungen am Boden zugrunde liegt. Dagegen werden Höhenwetterkarten mit Hilfe von Daten aus Radiosonden ermittelt. Höhenwetterkarten bringen die unentbehrliche Ergänzung zum Geschehen in der freien Atmosphäre, insbesondere zum Druck- und Strömungsfeld in diesen Höhen. Störende Einflüsse durch Gebirge, Städte und andere Hindernisse fehlen hier, und so haben die Isohypsen (Höhenschichtlinien einer bestimmten Luftdruckfläche) in der Regel einen glatteren Verlauf als die Isobaren der Bodenwetterkarte.
Das Wettergeschehen am Boden beeinflusst größere Höhen, und umgekehrt.
Das Bild der Höhenwetterkarte kann ganz anders sein als dasjenige der Bodenwetterkarte. Die Entwicklung von Tiefdruckgebieten am Boden zeigt, dass die Entwicklung in der Höhe erst allmählich auf das Wettergeschehen am Boden reagiert.
Bei der Beurteilung von Höhenwetterkarten spielen Höhentiefs mit oft extremen Kaltlufteinschlüssen (Kaltlufttropfen) eine große Rolle. Niedrige Temperaturen in der Höhe lösen vor allem im Sommer bei gleichzeitig warmer, bodennaher Luft labile Wetterlagen aus (Schauer, Starkregen).
Folgende Höhenwetterkarten werden am häufigsten verwendet:
| Druckniveau | Höhe        |
| ----------- | ----------- |
| 850 hPa     | 1457 Meter  |
| 700 hPa     | 3013 Meter  |
| 500 hPa     | 5574 Meter  |
| 300 hPa     | 9164 Meter  |
| 200 hPa     | 12000 Meter |